# وسام السعفات الأكاديمية
وسام السعفات الأكاديمية (بالفرنسية: Ordre des Palmes académiques)‏ هو وسام وطني فرنسي يُمنح للأكاديميين المتميزين والشخصيات البارزة عالميًا في الثقافة والتعليم. أنشأ الوسام الإمبراطور نابليون الأول لتكريم المبرزين من أساتذة جامعة باريس، ثم اتخذ صورته الحالية بموجب مرسوم رئاسي أصدره الرئيس رينيه كوتي في 4 أكتوبر 1955.

## تاريخ الوسام
أُسس الوسام في صورته الأولى في 17 مارس 1808، وكان يُمنح للمعلمين والأساتذة. وفي سنة 1850، قُسم الوسام إلى طبقتين:
- ضابط التعليم العام (بالفرنسية: Officier de l'Instruction Publique)‏: السعفات الذهبية.
- ضابط الأكاديمية (بالفرنسية: Officier d'Académie)‏: السعفات الفضية.

ثم وُسع مجال الوسام سنة 1866 ليشمل ما يقوم به أي شخص ـ بما في ذلك الأجانب ـ من إسهامات بارزة في التعليم والثقافة الفرنسيين. كما أُتيح الحصول عليه للمغتربين الفرنسيين الذين يقومون بخدمات جليلة في نشر الثقافة الفرنسية في أنحاء العالم.
ثم عُدل الوسام سنة 1955، وقُسم إلى ثلاث رتب، تُمنح كل رتبة لعدد محدد من الأشخاص:
- رتبة قائد (بالفرنسية: Commandeur)‏: صليب ذهبي 60 مم مع إكليل يوضع في قلادة.
- رتبة ضابط (بالفرنسية: Officier)‏: صليب ذهبي 55 مم يوضع على وشاح ذي وُريدة على الجانب الأيسر من الصدر.
- رتبة فارس (بالفرنسية: Chevalier)‏: صليب فضي 50 مم يوضع على وشاح على الجانب الأيسر من الصدر.

## منح الوسام
تُعلن أسماء الفائزين من غير العاملين بالمنظومة التعليمية الرسمية الفرنسية في أول يناير من كل عام، أما الفائزون من العاملين بالمنظومة التعليمية الفرنسية فتعلن أسماؤهم في اليوم الوطني الفرنسي (14 يوليو).

## مشاهير نالوا الوسام

### فرنسيون
- مونيك أدولف[2]
- لوسي أوبراك[3]
- دنيا بوزار
- هنري بروكار
- لوران غاميه[4]
- ألكسندر بوزدين
- مارسيل بانيول[3]

### أجانب
- شي تشنغ لي عالم الفيروسات ومدير مركز الأمراض المعدية الناشئة في معهد ووهان لعلم الفيروسات في الصين.
- أحمد حسن فحل طبيب سوداني.
- جواد طباطبايي: مفكر إيراني.[5]
- علي أكبر سياسي: مفكر إيراني.
- ليوبولد سنغور[3]
- ليودميلا أوليتسكايا: روائية روسية.
- نازك سابا يارد: تربوية وروائية وأكاديمية لبنانية من أصل فلسطيني.[6]
- غاري بينيت: مترجم أمريكي.
- أحمد کامیابي مسك: كاتب وأكاديمي إيراني.